# Connarus lucens
Connarus lucens är en tvåhjärtbladig växtart som beskrevs av Schellenb.. Connarus lucens ingår i släktet Connarus och familjen Connaraceae. Inga underarter finns listade i Catalogue of Life.